# 888 Parysatis
Parysatis (asteróide 888) é um asteróide da cintura principal com um diâmetro de 44,65 quilómetros, a 2,1825503 UA. Possui uma excentricidade de 0,1942403 e um período orbital de 1 628,29 dias (4,46 anos).
Parysatis tem uma velocidade orbital média de 18,09728384 km/s e uma inclinação de 13,85879º.
Esse asteróide foi descoberto em 2 de Fevereiro de 1918 por Max Wolf.